# Маркова Римма Василівна
Ри́мма Васи́лівна Ма́ркова (3 березня 1925, сел. Чуріно, Самарська губернія, РРФСР — 15 січня 2015, Москва, Росія) — радянська та російська актриса театру і кіно. Заслужена артистка РРФСР (1984). Народна артистка Росії (1994). Кавалер орденів Пошани (2000) і «За заслуги перед Вітчизною» IV ступеня (2010).

## Біографічні відомості
У 1945—1947 роках навчалася в школі-студії при Вологодському обласному театрі драми.  Закінчила Студію при Театрі ім. Ленінського комсомолу (1951).
У 1951—1962 роки — актриса Московського театру Ленінського комсомолу. 
У 1971—1992 роки — актриса Театру-студії кіноактора. 
Знімалась у кіно з 1957 р., дебютувала в картині «Поруч з нами». Зіграла більш ніж у вісімдесяти фільмах і телесеріалах.
У 1992 року вийшла на пенсію, але продовжувала працювати за договорами, зніматися в кіно. 
Померла 15 січня 2015 року в Москві, похована 17 січня 2015 року на Ніколо-Архангельському кладовищі
Брат: Марков Леонід Васильович (1927—1991) — радянський актор театру і кіно. Лауреат Державної премії СРСР (1984). Народний артист СРСР (1985).
Фестивалі та премії:
- 1968 — XVI МКФ в Сан-Себастьяні: Спеціальний диплом за найкраще виконання жіночої ролі («Бабине царство», 1967)
- 1970 — IV Всесоюзний кінофестиваль в Мінську: Диплом і Премія за найкраще виконання жіночої ролі («Бабине царство», 1967)
- 2001 — КФ «Віват кіно Росії!» В Санкт-Петербурзі: Приз міста «Жива легенда російського кіно»
- 2005 — VI відкритий Російський фестиваль кінокомедії «Посміхнися, Росія!»: Приз губернатора Астраханської області «Кришталевий Лотос» — Риммі Маркової «За створення на екрані істинно російської жінки»
- 2006 — КФ «Віват кіно Росії!» В Санкт-Петербурзі: Приз «За творчий внесок у російський кінематограф»
- 2008 — XVI КФ «Сузір'я-2008» (Твер): Приз в номінації «Найкраща головна жіноча роль» («Вероніка не прийде», 2008)

## Фільмографія
- «Бабине царство» (1967, Надія Петрівна)
- «Журавушка» (1968, Глафіра Огрехова)
- «Єгор Буличов та інші» (1971, Меланья)
- «Віриш, не віриш» (1971, Марія Іванівна, начальник дільниці)
- «Сибірячка» (1972, Безверха)
- «Неймовірні пригоди італійців в Росії» (1973)
- «Вічний поклик» (1973—1983, телесеріал, Василина)
- «Нейлон 100 %» (1973, Матильда Семенівна, працівниця скупки)
- «Ще не вечір» (1974, Зінаїда Вороніна)
- «Шпак і Ліра» (1974, фрау фон Лебен, дружина генерала)
- «Солодка жінка» (1976, мати Анни Доброхотової)
- «Син голови» (1976, Марфа Дроздюк)
- «А у нас була тиша...» (1977, Мосфільм; Клавдія Барабанова)
- «Відпустка за свій кошт» (1981, епізод)
- «Капелюх» (1981, мати Денисова)
- «Рідня» (1981, Римма Василівна, адміністратор в готелі)
- «Бережіть чоловіків!» (1982, мати Вовика)
- «З кішки все і почалося...» (1982)
- «Межа бажань» (1982, тітка Аня Білетова)
- «Покровські ворота» (1982, Віра Семенівна, лікар-хірург)
- «Тепло рідного дому» (1983, Одеська кіностудія; Дар'я Гнатівна)
- «Обрив» (1983, Тетяна Марківна Бережкова)
- «Той, хто йде слідом» (1984, директор дитячого будинку)
- «Кожен мисливець бажає знати...» (1985, бабуся)
- «Тітка Маруся» (1985)
- «Остання дорога» (1986, мадам Нессельроде)
- «Тривалий іспит» (1986, Варвара Петрівна)
- «Гардемарини, вперед!» (1987, мати Леонідія)
- «Стара абетка» (1987)
- «Сувенір для прокурора» (1989, мати Млави)
- «Чаша терпіння» (1989, Надія Дмитрівна, вчителька)
- «Нечиста сила» (1989, Стара / Мати)
- «Російська рулетка» (1990, Муза)
- «Аферисти» (1990, Матрона)
- «Старі пісні про головне 2» (1997, двірничка Василівна)
- «Околиця» (1998, Панькина мати)
- «Літо або 27 загублених поцілунків» (2000, Марія Мартовна)
- «Дикарка» (2001, Анна Степанівна Ашметьева)
- «Нічна Варта» (2004, Дар'я Шульц, відьма)
- «Денна Варта» (2005, Дар'я)
- «Сава Морозов» (2007, мати Морозова)
- «Сімейка Ади» (2007, бабуся Ада)
- «Найкращий фільм» (2007, «мамка» повій)
- «Вероніка не прийде» (2008, Вероніка)
- «Вороніни» (2008, т/с, Валентина Вороніна)
- «Новорічний детектив» (Катя)
- «Стомлені сонцем 2» (2010, санітарка)
- «Життя і пригоди Мишка Япончика» (2011, т/с, пані Бася, господиня борделя) та ін.

Також — в українських фільмах:
- «Струни для гавайської гітари» (1977, к/м, Одеська кіностудія; мати Вови Чичерова)
- «Любаша» (1978, Сергіївна)
- «Миргород та його мешканці» (1983, т/ф, 2 а, Василиса Кашпоровна)
- «Добрі наміри» (1984, завуч)
- «Кожен мисливець бажає знати...» (1985, бабуся) тощо.

У 1995—1996 роках Римма Маркова знялася у ролі залізничної робітниці в дуеті з актрисою Нонною Мордюковою в ряді роликів соціальної спрямованості «Російський проект» для телеканалу ОРТ.